# Joe Dombrowski
Joe Dombrowski (12 de mayo de 1991) es un ciclista estadounidense que fue profesional entre 2011 y 2023.

## Trayectoria
Luego de llegar al equipo Trek-Livestrong U23 en agosto de 2010 como stagiaire, en 2011 logró algunas actuaciones de destaque en Europa como un 3.er puesto en la Ronde de l'Isard d'Ariège (Francia) y 2.º en el Giro del Valle de Aosta (Italia).
En 2012 ganó el Girobio (considerada la versión amateur del Giro de Italia), fue 2.º en el Tour de Gila y demostró sus dotes de escalador en las tres principales carreras del calendario internacional americano que se disputan en Estados Unidos. En mayo culminó 12.º en el Tour de California,  en agosto finalizó 4.º en el Tour de Utah y pocos días después fue 10.º en el USA Pro Cycling Challenge. En estas dos últimas además se consagró como el mejor joven.

## Palmarés
2011
- 1 etapa del Giro del Valle de Aosta

2012
- Girobio, más 2 etapas

2015
- 2.º en el Campeonato de Estados Unidos en Ruta
- Tour de Utah, más 1 etapa

2019
- 1 etapa del Tour de Utah

2021
- 1 etapa del Giro de Italia

## Resultados en Grandes Vueltas
| Carrera | Carrera         | 2011 | 2012 | 2013 | 2014 | 2015 | 2016 | 2017  | 2018 | 2019 | 2020 | 2021 | 2022 | 2023 |
| ------- | --------------- | ---- | ---- | ---- | ---- | ---- | ---- | ----- | ---- | ---- | ---- | ---- | ---- | ---- |
|         | Giro de Italia  | —    | —    | —    | —    | —    | 34.º | 69.º  | 63.º | 12.º | 43.º | Ab.  | 22.º | 59.º |
|         | Tour de Francia | —    | —    | —    | —    | —    | —    | —     | —    | —    | —    | —    | 42.º | —    |
|         | Vuelta a España | —    | —    | —    | —    | 46.º | 88.º | 101.º | —    | —    | —    | 39.º | —    | 57.º |

—: no participa

Ab.: abandono

## Equipos
- Trek-Livestrong/Bontrager Livestrong (2011-2012)
  - Trek-Livestrong (2011)
  - Bontrager Livestrong Team (2012)
- Sky (2013-2014)
  - Sky Procycling (2013)
  - Team Sky (2014)
- Cannondale/EF (2015-2019)
  - Team Cannondale-Garmin (2015)
  - Cannondale Pro Cycling Team (2016)
  - Cannondale-Drapac Pro Cycling Team (2016-2017)
  - EF Education First-Drapac (2018)
  - EF Education First Pro Cycling Team (2019)
- UAE Team Emirates[2] (2020-2021)
- Astana Qazaqstan Team (2022-2023)